# Sains-du-Nord
Sains-du-Nord est une commune française située dans le département du Nord (59), en région Hauts-de-France.

## Géographie

### Localisation
Sains-du-Nord se situe dans le sud-est du département du Nord (Hainaut) en plein cœur du parc naturel régional de l'Avesnois. L'Avesnois est connu pour ses prairies, son bocage et son relief un peu vallonné dans sa partie sud-est (début des contreforts des Ardennes), dite « petite Suisse du Nord ».
L'altitude de Sains-du-Nord est de 240 mètres et est signalée sur les atlas comme le point le plus élevé des proches environs.
Sains-du-Nord fait partie administrativement de l'Avesnois, géologiquement des Ardennes, historiquement du Hainaut et ses paysages rappellent la Thiérache.
La commune se trouve à 110 km de Lille (préfecture du Nord), Bruxelles (Belgique) ou Reims (Marne), à 50 km de Valenciennes, Mons (B), 45 km de Charleroi (B), à 8 km d'Avesnes-sur-Helpe (sous-préfecture) et 8 km de Fourmies. La Belgique se trouve à 10 km, le département de l'Aisne à 12 km.
La commune est située sur la route départementale D 951 reliant Avesnes-sur-Helpe à Trélon, à 8 kilomètres au sud-est d'Avesnes-sur-Helpe. Elle est située également sur l'axe ferroviaire Lille - Thionville. Un arrêt pour les voyageurs est présent (desservi par les TER Nord-Pas-de-Calais).

### Communes limitrophes
|          | Ramousies     |          |
| Sémeries | Sains-du-Nord | Liessies |
|          | Rainsars      |          |

### Hydrographie

#### Réseau hydrographique
La commune est située dans le bassin Artois-Picardie. Elle est drainée par le ruisseau du Pont de Sains, le ruisseau de Sains, la Fausse rivière, la Ferme à Lunettes, le Pont de Sains, le rieux wiart, le ruisseau du Corbion, le ruisseau du Courtil et divers autres petits cours d'eau,.

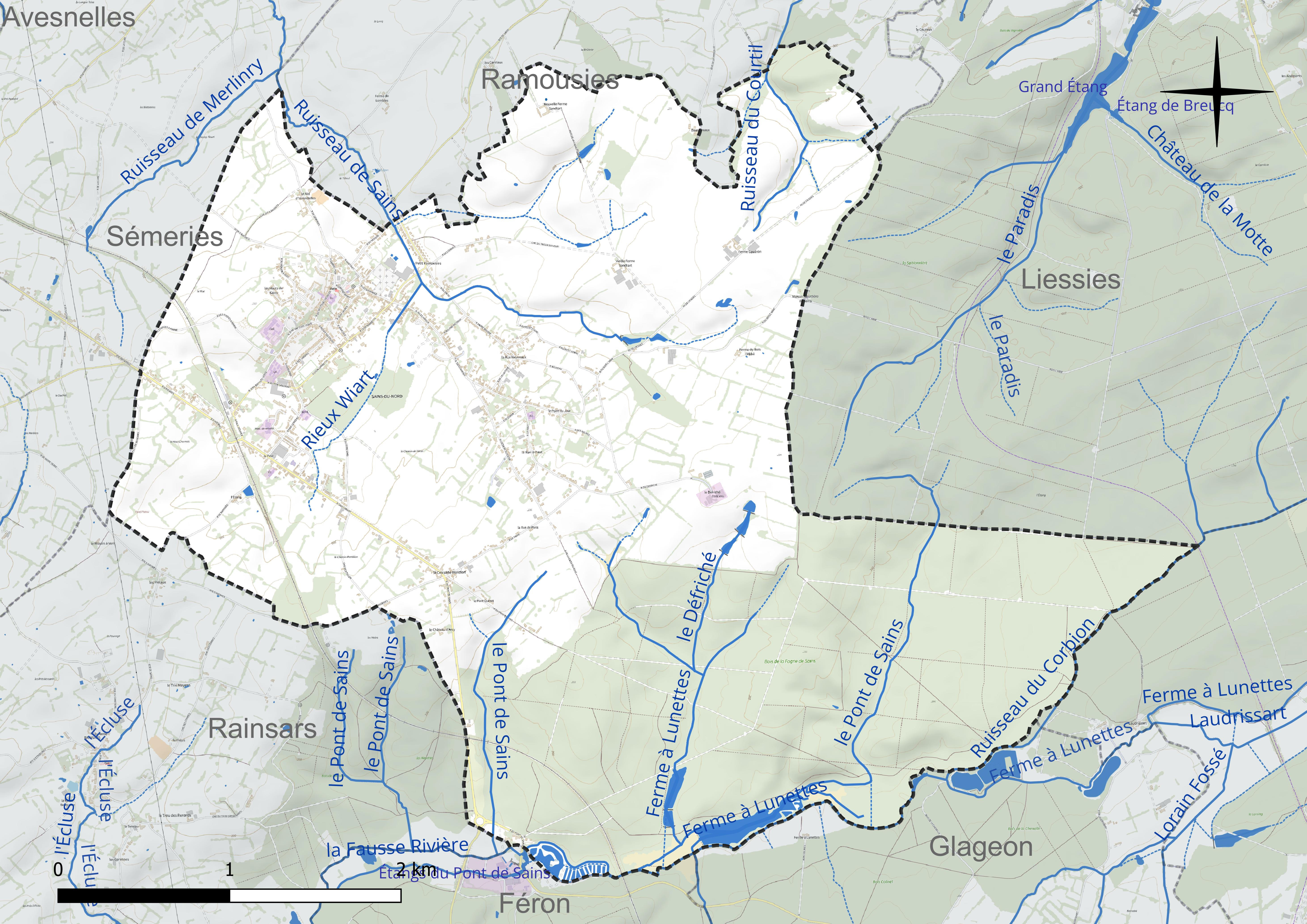
Réseau hydrographique de Sains-du-Nord.

Un plan d'eau complète le réseau hydrographique : les étangs du Pont de Sains, d'une superficie totale de 1,7 ha (1,7 ha sur la commune),.

#### Gestion et qualité des eaux
Le territoire communal est couvert par le schéma d'aménagement et de gestion des eaux (SAGE) « Sambre ». Ce document de planification concerne un territoire de 1 253 km2 de superficie, délimité par le bassin versant de la Sambre. Le périmètre a été arrêté le 1er novembre 2003 et le SAGE proprement dit a été approuvé le 21 septembre 2012, puis modifié le 18 août 2022. La structure porteuse de l'élaboration et de la mise en œuvre est le syndicat mixte du Parc naturel régional de l'Avesnois. 
La qualité des cours d'eau peut être consultée sur un site dédié géré par les agences de l'eau et l'Agence française pour la biodiversité. 

### Climat
Pour des articles plus généraux, voir Climat des Hauts-de-France et Climat du Nord.
En 2010, le climat de la commune est de type climat des marges montargnardes, selon une étude du CNRS s'appuyant sur une série de données couvrant la période 1971-2000. En 2020, Météo-France publie une typologie des climats de la France métropolitaine dans laquelle la commune est exposée à un climat océanique altéré et est dans la région climatique  Nord-est du bassin Parisien, caractérisée par un ensoleillement médiocre, une pluviométrie moyenne régulièrement répartie au cours de l'année et un hiver froid (3 °C). 
Pour la période 1971-2000, la température annuelle moyenne est de 9,6 °C, avec une amplitude thermique annuelle de 15,2 °C. Le cumul annuel moyen de précipitations est de 895 mm, avec 13,1 jours de précipitations en janvier et 10,2 jours en juillet. Pour la période 1991-2020, la température moyenne annuelle observée sur la station météorologique la plus proche, située sur la commune de Saint-Hilaire-sur-Helpe à 9 km à vol d'oiseau, est de 10,5 °C et le cumul annuel moyen de précipitations est de 802,4 mm,. Pour l'avenir, les paramètres climatiques de la commune estimés pour 2050 selon différents scénarios d'émission de gaz à effet de serre sont consultables sur un site dédié publié par Météo-France en novembre 2022.

## Urbanisme

### Typologie
Au 1er janvier 2024, Sains-du-Nord est catégorisée bourg rural, selon la nouvelle grille communale de densité à sept niveaux définie par l'Insee en 2022.
Elle appartient à l'unité urbaine de Sains-du-Nord, une unité urbaine monocommunale constituant une ville isolée,. La commune est en outre hors attraction des villes,.

### Occupation des sols
L'occupation des sols de la commune, telle qu'elle ressort de la base de données européenne d'occupation biophysique des sols Corine Land Cover (CLC), est marquée par l'importance des territoires agricoles (56,9 % en 2018), une proportion sensiblement équivalente à celle de 1990 (57 %). La répartition détaillée en 2018 est la suivante : 
prairies (56,1 %), forêts (33,3 %), zones urbanisées (9,8 %), terres arables (0,8 %). L'évolution de l'occupation des sols de la commune et de ses infrastructures peut être observée sur les différentes représentations cartographiques du territoire : la carte de Cassini (XVIIIe siècle), la carte d'état-major (1820-1866) et les cartes ou photos aériennes de l'IGN pour la période actuelle (1950 à aujourd'hui).

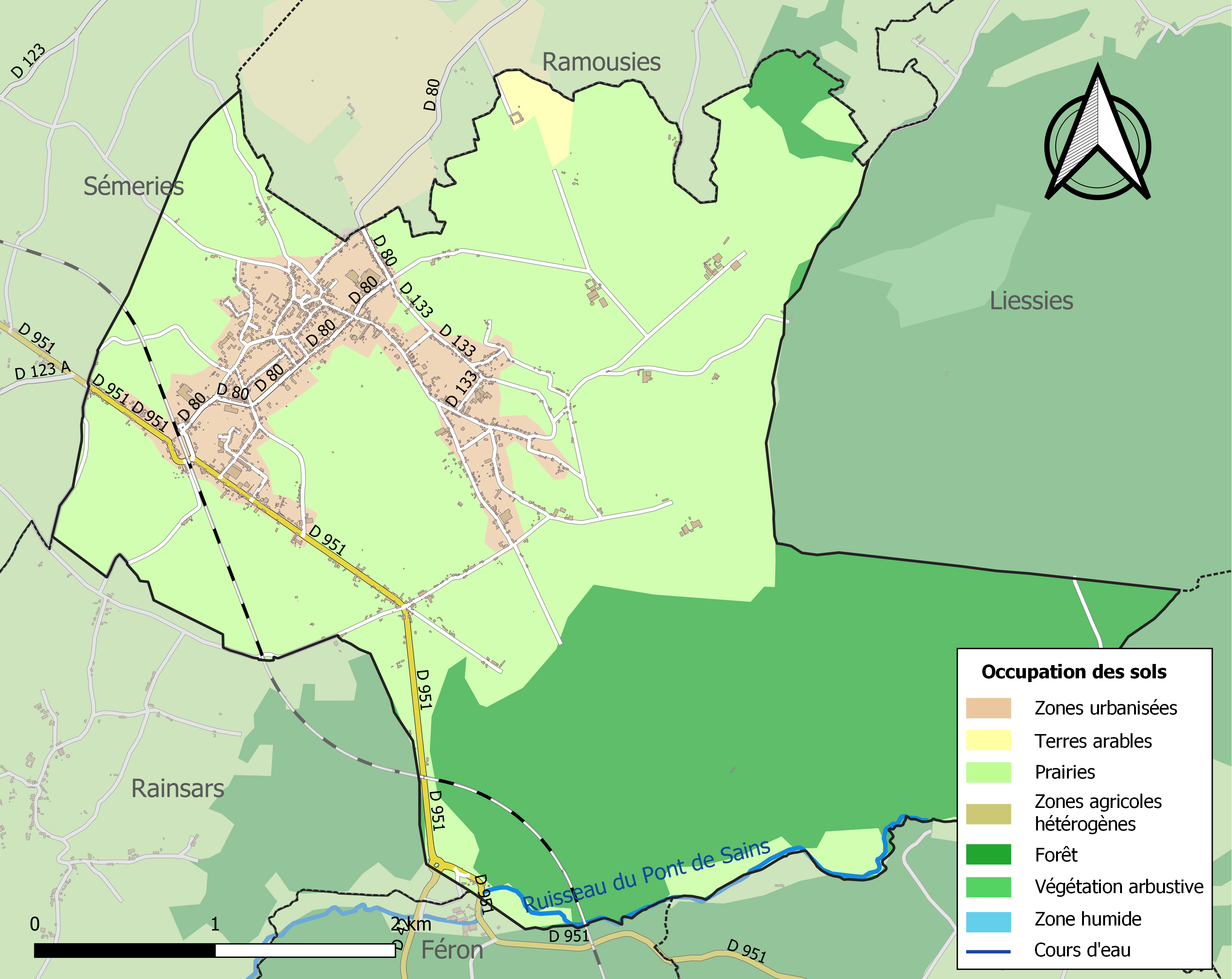
Carte des infrastructures et de l'occupation des sols de la commune en 2018 (CLC).

## Toponymie
* Noms anciens : sancta, 749, diplôme de Pepin, Sanctoe, 1112, lettre de l'évêque Odon, Saimps, XIVe (cf. livre Statistique archéologique du département du Nord, seconde partie, 1867), Sanctis, 1265, carte de l'abbaye de Liessies, Sains, 1643, acte féodal de la paroisse d'Avesnes (cf. livre Bulletin de la commission historique du département du Nord, tome IX, 1866), Sains-lez-Avesnes, 1769, carte du diocèse de Cambrai par Villaret.[réf. nécessaire]

## Histoire
Le passé romain
L'histoire de Sains-du-Nord est ancienne, puisque le village existait déjà sous les Romains. Il y a été fréquemment trouvé des objets datant de la période romaine.
C'est ainsi qu'en 1843, on a trouvé, au lieu-dit « Butte du Moulin à Vent » une cave semblable aux anciens souterrains nerviens. Parmi les gravas qui la comblaient se trouvaient des morceaux de briques romaines, des débris d'amphores, une pièce romaine. On n'y a découvert aucune trace d'escalier, les quatre murs étaient verticaux. Peut-être était-ce un cachot dont l'ouverture était dans la voûte ?
Dans le centre du village (dans le jardin), on a aussi trouvé un dolium (vase) parfaitement conservé que l'on peut d'ailleurs voir au musée d'Avesnes-sur-Helpe. C'est un vase d'environ un mètre de haut, qui pouvait contenir une centaine de litres de graines ou de provisions de bouche. Il est probable que Sains du Nord se trouvait sur la route, joignant le camp de Marquenoise sur l'Oise à un autre point fortifié qui pourrait être un camp de César à Avesnelles ou à Flaumont-Waudrechies.
Au XIIe siècle, Sains du Nord passe sous le patronage de l'abbaye de Liessies et demeure bénéfice ecclésiastique jusqu'à la Révolution. En 1265, une bulle du pape Clément IV attribue la « Justice et le Patronat » de l'église de Sains-du-Nord à l'abbaye de Liessies. Il semble que Sains du Nord fait alors partie du décanat d'Avesnes-sur-Helpe et de l'archidiaconat de Valenciennes sous le nom de Saimps ou de Senis avec pour patron saint Remy. D'après Jean Mossay, le nom de Sains signifierait « reliques ».
On perd la trace de l'histoire de Sains-du-Nord jusqu'au XVIe siècle, date de construction de l'église actuelle (1557). Son style est un mélange de gothique et de Renaissance. Elle renferme une très belle croix provenant d'une partie de gloire, et un confessionnal du XVIIIe siècle, venant des Récollets d'Avesnes-sur-Helpe.
L'église possédait une cloche emportée et brisée par les Allemands pendant la Première Guerre mondiale. Cette cloche portait l'inscription suivante : « ANNE IE SUS NOME PAR SR MARTIN POLCHET MAITRE DE FORGE AU PONT DE SAINS MR NICOLAS RICHER PASTEUR DUDIT LIEU FAIT L'AN 1661 ».
Le Pont de Sains
Bien que le Pont de Sains soit situé sur le territoire de Féron, il n'en est pas moins très étroitement lié à l'histoire de Sains-du-Nord. La présence des forêts, notamment celle de la « Fagne de Sains » explique l'activité des forges qui ont longtemps fourni des barres de fer et des taques de cheminées. Philippe de Lalis, maître de forges à Glageon, a obtenu en 1581 l'autorisation d'établir un atelier au Pont de Sains, moyennant divers redevances dont une de 24 livres pour le courant d'eau : l'atelier était sur le territoire de Féron et les réservoirs d'eau sur celui de Sains du Nord. Son logement fortifié, autrefois entouré de douves remplies d'eau, est celui qui subsiste encore aujourd'hui.
Des ruines de l'abbaye de Liessies, Talleyrand fait retirer quatre colonnes de marbre de Rance (Belgique) destinées primitivement à la chapelle du château de Versailles et en fait orner la façade d'un temple. On dit que Talleyrand l'a édifié dans son parc en l'honneur de la déesse Raison, comme preuve de civisme. On y accédait en barque parce que le château en était séparé par un petit étang actuellement comblé et transformé en pâturage.
En outre, Talleyrand réussit à faire modifier le tracé de la route d'Avesnes-sur-Helpe à Chimay pour qu'elle passe devant son château.
Après la mort de Talleyrand (1838), le Pont de Sains et ses bois sont légués à sa nièce, la marquise de Castellane, dont la famille garde la propriété jusqu'en 1918. C'est alors que, pour faire face à des besoins d'argent, les colonnes de marbre du petit temple sont vendues en Amérique et remplacées par des piliers carrés en briques.
Après avoir été propriété des familles Dubois-Waast et De Peretti, le domaine du Pont de Sains a été acheté en 1975 par la Maison des enfants de Trélon qui en a fait un Centre d'aide par le travail.
Les plans du cadastre napoléonien
À la suite de la subdivision des départements français en districts, à compter de 1790, Sains-du-Nord se trouve dans le canton d'Avesnes, lui-même appartenant au district d'Avesnes jusqu'en 1795, date à laquelle les districts sont supprimés par la constitution du 5 fructidor An III (22 août 1795). Ils seront remplacés par les arrondissements créés par la loi du 28 pluviôse an VIII (17 février 1800).
À la suite de la loi du 28 pluviôse an VIII (17 février 1800) qui crée les arrondissements pour remplacer les districts, Sains-du-Nord fait partie de l'arrondissement d'Avesnes-sur-Helpe créé au regard de l'arrêté en date du 17 ventôse an VIII. 
En 1896, la laiterie de Sains-du-Nord est créée. Elle était la plus importante coopérative du Nord de la France avant guerre.[réf. nécessaire]

### Archéologie
- 1995 : sur le site du Moulin-à-vent, il a été découvert un puits et deux fours de potiers ;
- 1966 : une rue empierrée et plusieurs structures artisanales ;
- 2009 : trois bâtiments dont un assez important de belle maçonnerie en pierre bleue et du matériel de céramique[23] ;
- 2012 : une voie romaine datant du IIe siècle a été découverte lors de travaux pour la construction d'une école.

### Liste des maires

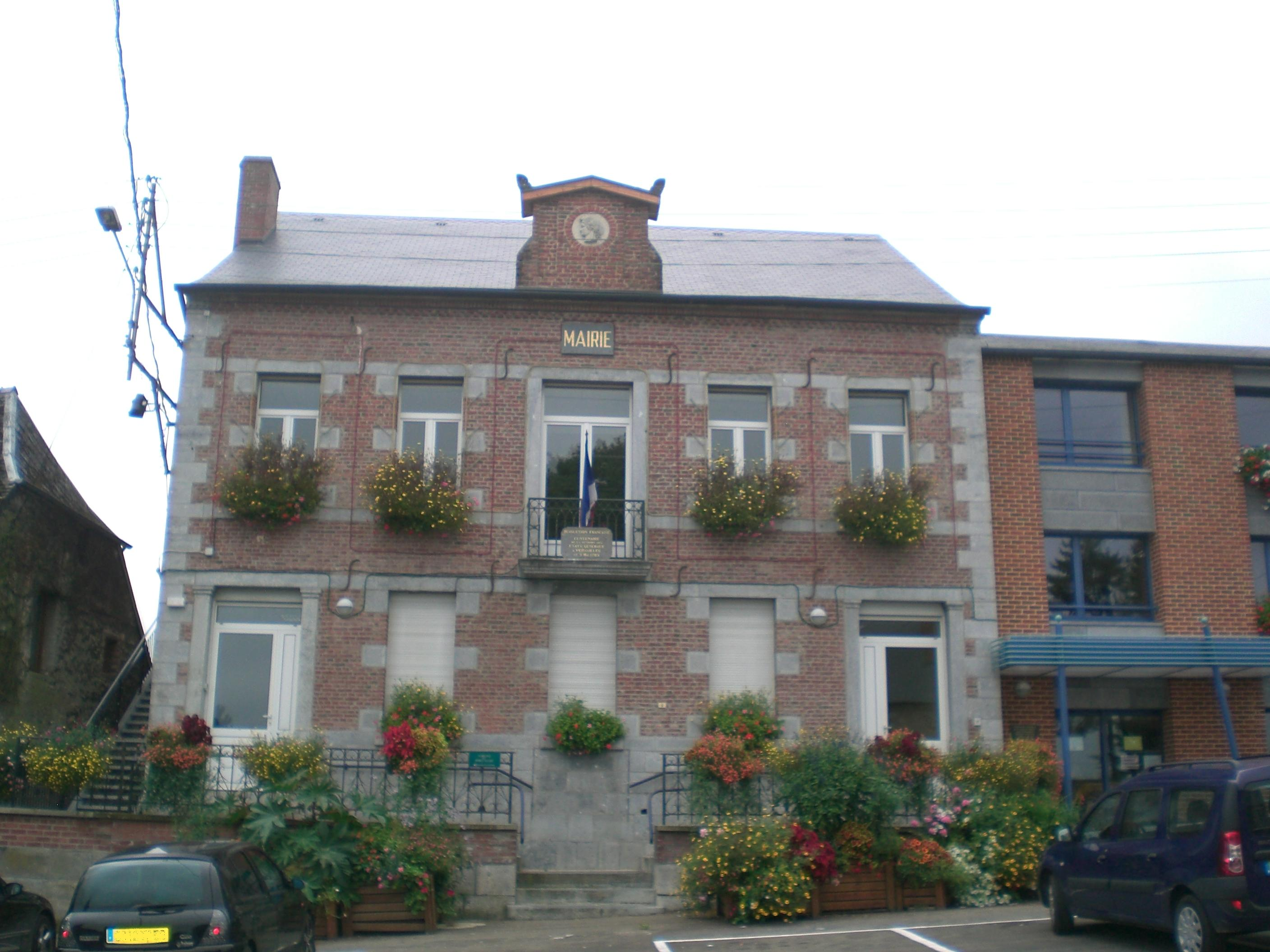
La mairie.

## Population et société

### Démographie

#### Évolution démographique
L'évolution du nombre d'habitants est connue à travers les recensements de la population effectués dans la commune depuis 1793. Pour les communes de moins de 10 000 habitants, une enquête de recensement portant sur toute la population est réalisée tous les cinq ans, les populations de référence des années intermédiaires étant quant à elles estimées par interpolation ou extrapolation. Pour la commune, le premier recensement exhaustif entrant dans le cadre du nouveau dispositif a été réalisé en 2004.

En 2022, la commune comptait 2 766 habitants, en évolution de −5,89 % par rapport à 2016 (Nord : +0,51 %, France hors Mayotte : +2,11 %).
| 1793 | 1800 | 1806 | 1821  | 1831  | 1836  | 1841  | 1846  | 1851  |
| ---- | ---- | ---- | ----- | ----- | ----- | ----- | ----- | ----- |
| 774  | 726  | 940  | 1 046 | 1 212 | 1 256 | 1 354 | 1 462 | 1 552 |

| 1856  | 1861  | 1866  | 1872  | 1876  | 1881  | 1886  | 1891  | 1896  |
| ----- | ----- | ----- | ----- | ----- | ----- | ----- | ----- | ----- |
| 1 509 | 1 653 | 2 009 | 2 644 | 3 148 | 4 043 | 4 235 | 4 243 | 3 886 |

| 1901  | 1906  | 1911  | 1921  | 1926  | 1931  | 1936  | 1946  | 1954  |
| ----- | ----- | ----- | ----- | ----- | ----- | ----- | ----- | ----- |
| 3 224 | 3 211 | 3 231 | 2 877 | 3 155 | 3 249 | 2 972 | 2 849 | 3 255 |

| 1962  | 1968  | 1975  | 1982  | 1990  | 1999  | 2004  | 2006  | 2009  |
| ----- | ----- | ----- | ----- | ----- | ----- | ----- | ----- | ----- |
| 3 641 | 3 545 | 3 424 | 3 373 | 3 219 | 3 148 | 3 066 | 3 067 | 3 026 |

| 2014  | 2019  | 2022  | - | - | - | - | - | - |
| ----- | ----- | ----- | - | - | - | - | - | - |
| 2 924 | 2 799 | 2 766 | - | - | - | - | - | - |

Les recensements effectués depuis deux siècles reflètent des mouvements de population assez sensibles. En effet, le début du XIXe siècle voit la population atteindre son premier millier d'habitants. La progression démographique de la commune est, ensuite, très rapide puisqu'en cinquante ans (1820-1870), la population double et en vingt autres années (1870-1890), elle double de nouveau pour atteindre son apogée (4 235 habitants). Il apparaît nettement que cette progression coïncide avec l'époque où l'industrie lainière est la plus florissante à Sains-du-Nord.
Avec les deux guerres mondiales et les crises économiques de l'entre-deux-guerres, le niveau de la population décroît sensiblement. Il amorce une remontée au moment de la pleine prospérité économique des années soixante, pour arriver au dernier recensement à un peu plus de 3 000 habitants.

#### Pyramide des âges
La population de la commune est relativement jeune.
En 2018, le taux de personnes d'un âge inférieur à 30 ans s'élève à 34,5 %, soit en dessous de la moyenne départementale (39,5 %). À l'inverse, le taux de personnes d'âge supérieur à 60 ans est de 28,9 % la même année, alors qu'il est de 22,5 % au niveau départemental.
En 2018, la commune comptait 1 359 hommes pour 1 486 femmes, soit un taux de 52,23 % de femmes, légèrement supérieur au taux départemental (51,77 %).
Les pyramides des âges de la commune et du département s'établissent comme suit.
| Hommes | Classe d’âge | Femmes |
| ------ | ------------ | ------ |
| 1,1    | 90 ou +      | 2,1    |
| 5,3    | 75-89 ans    | 10,8   |
| 19,0   | 60-74 ans    | 19,2   |
| 21,8   | 45-59 ans    | 19,7   |
| 15,9   | 30-44 ans    | 15,9   |
| 17,2   | 15-29 ans    | 15,6   |
| 19,7   | 0-14 ans     | 16,6   |

| Hommes | Classe d’âge | Femmes |
| ------ | ------------ | ------ |
| 0,5    | 90 ou +      | 1,4    |
| 5,3    | 75-89 ans    | 8,1    |
| 14,8   | 60-74 ans    | 16,2   |
| 19,1   | 45-59 ans    | 18,4   |
| 19,5   | 30-44 ans    | 18,7   |
| 20,7   | 15-29 ans    | 19,1   |
| 20,2   | 0-14 ans     | 18     |

### Enseignement
Toutes les étapes de la vie scolaire sont représentées dans la commune avec une école maternelle, trois écoles primaires, un collège d'enseignement secondaire et le lycée d'enseignement public Charles-Naveau.
- École « L'Île aux enfants » (maternelle) - Rue Sadi-Carnot
- École Léon Dorléant (maternelle + primaire) - Rue du Dr-Chevalier
- École « Les 4 vents » (maternelle + primaire) - Rue là Haut
- Collège Jean Rostand - Rue du Moulin-à-Vent
- Lycée public Charles Naveau (LEGTA - Lycée d'Enseignement Général et Technologique Agricole) - Rue Jean-Baptiste-Lebas

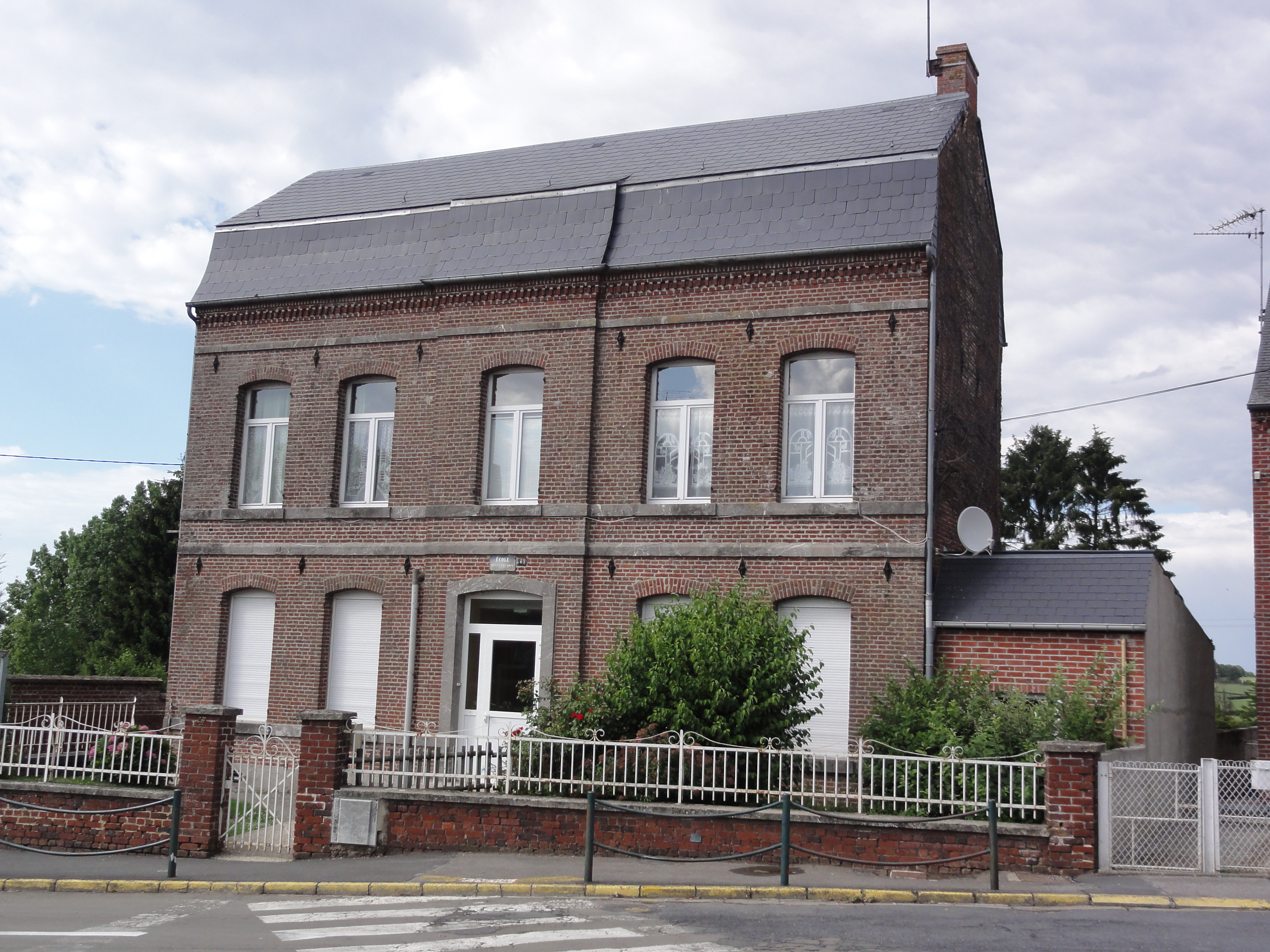
Ancienne école des garçons Là-Haut.
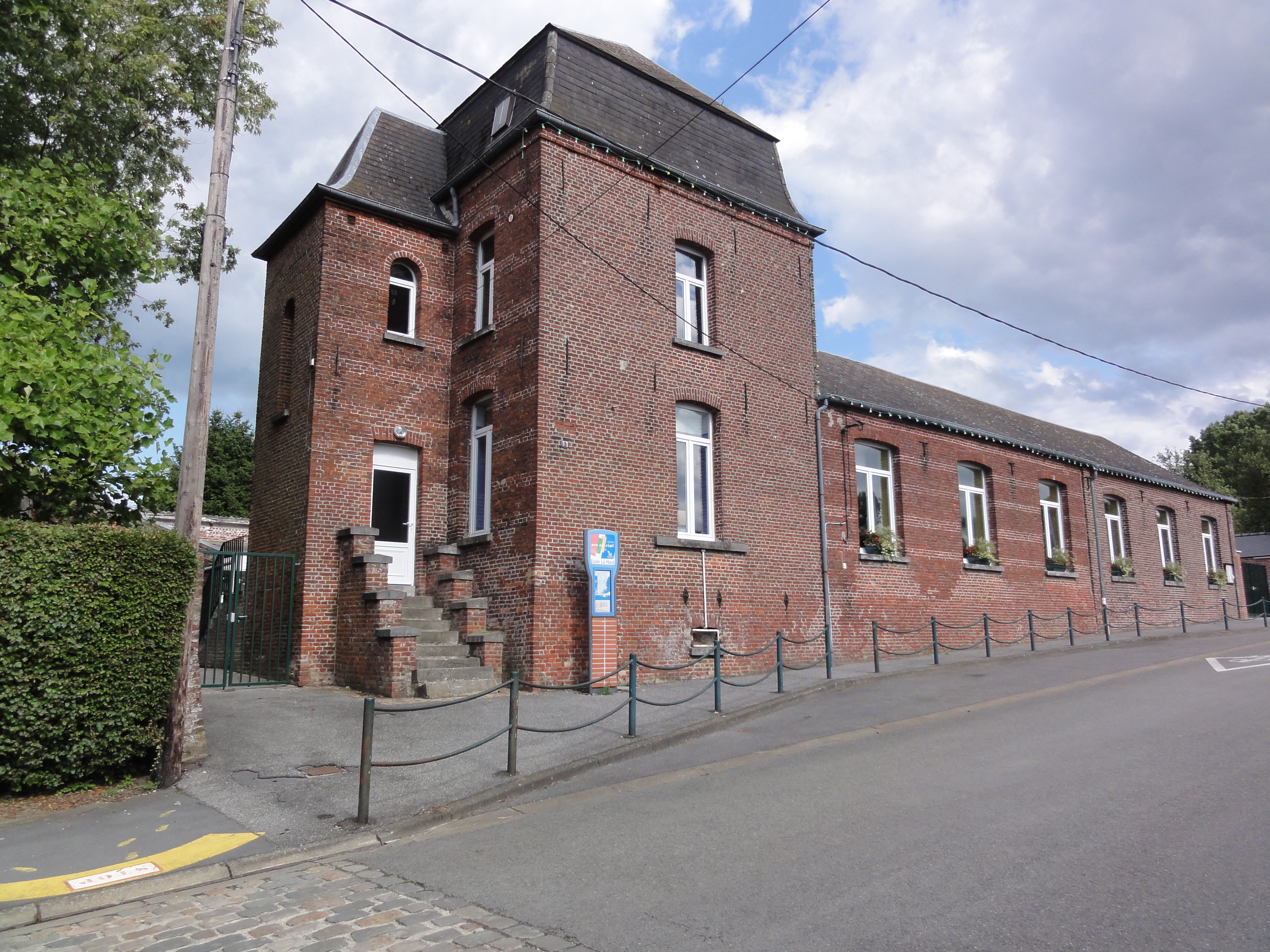
Bâtiment scolaire Là-Haut.

## Culture locale et patrimoine

### Lieux et monuments
- Le temple de l'Amour a été restauré alors que Guy Royer était maire de la commune. Son inauguration a eu lieu le 19 septembre 1987.
- L'église Saint-Rémy de 1557
- La médiathèque
- La gare de Sains-du-Nord
- Le monument aux morts
- Tombes de guerre de la Commonwealth War Graves Commission au cimetière.
- Grotte Notre-Dame de Lourdes
- Calvaire sculpté sur le D 951
- Le jardin japonais[31]

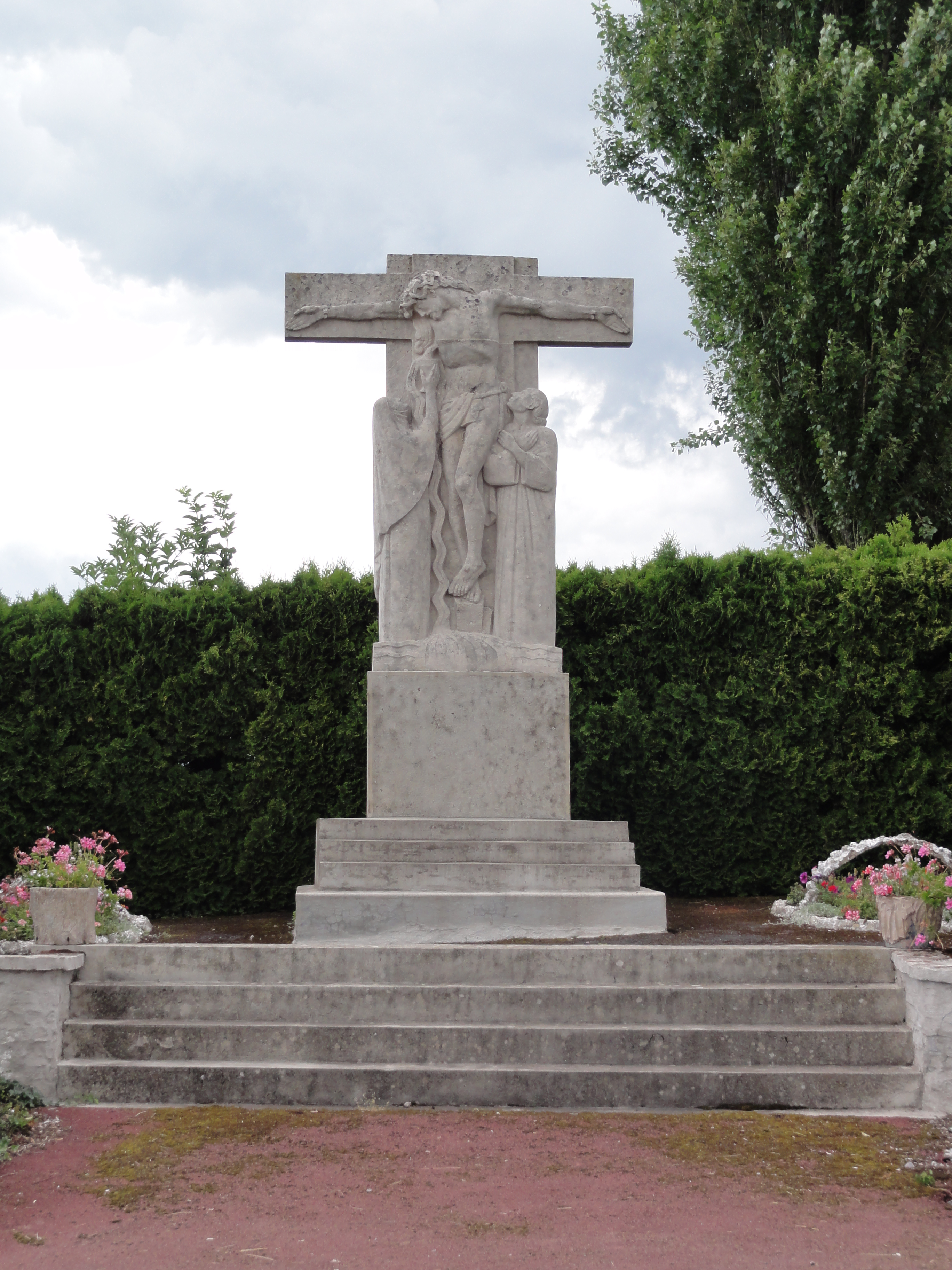
Calvaire sculpté.
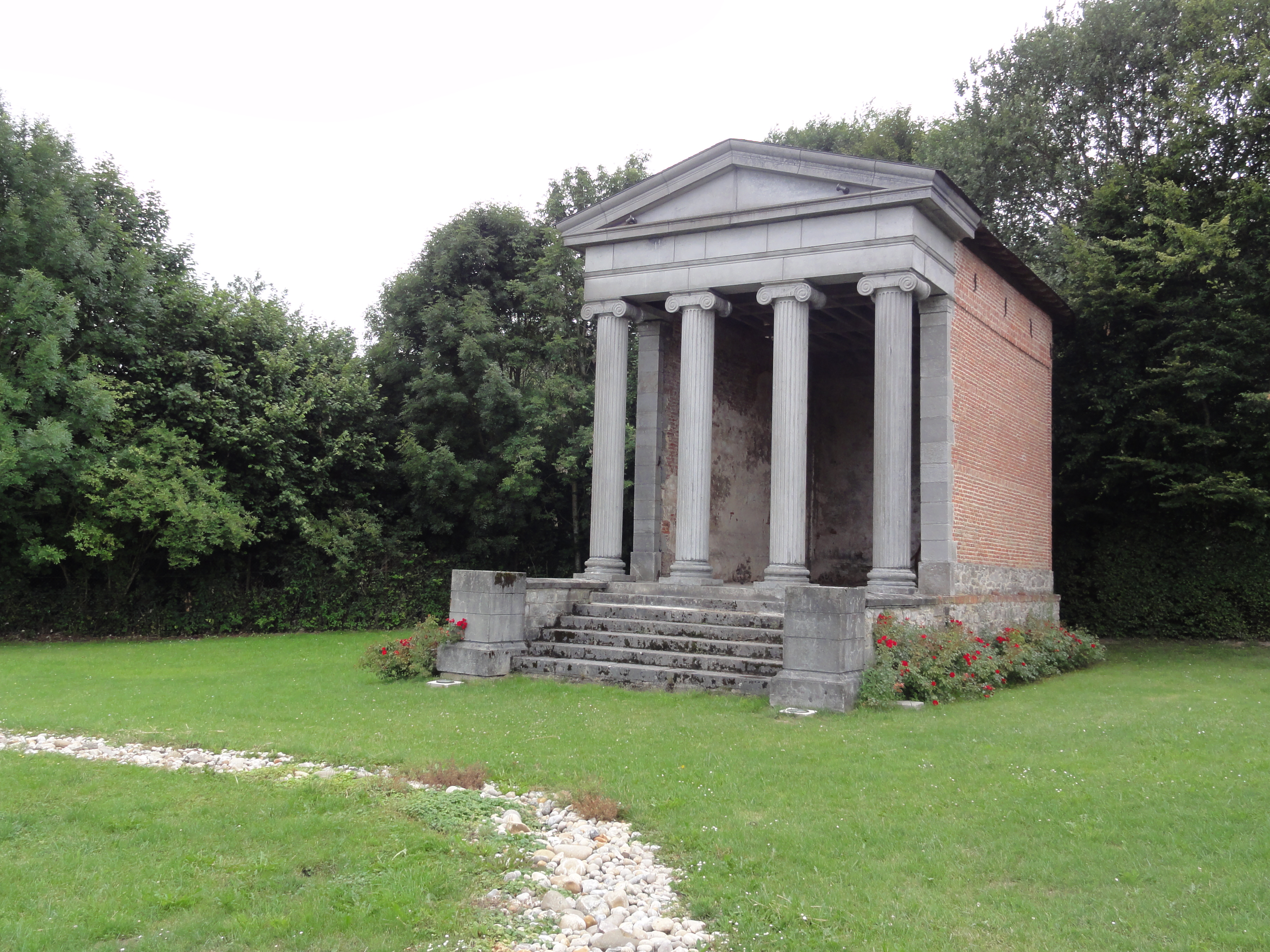
Le temple de l'amour près Pont-de-Sains.
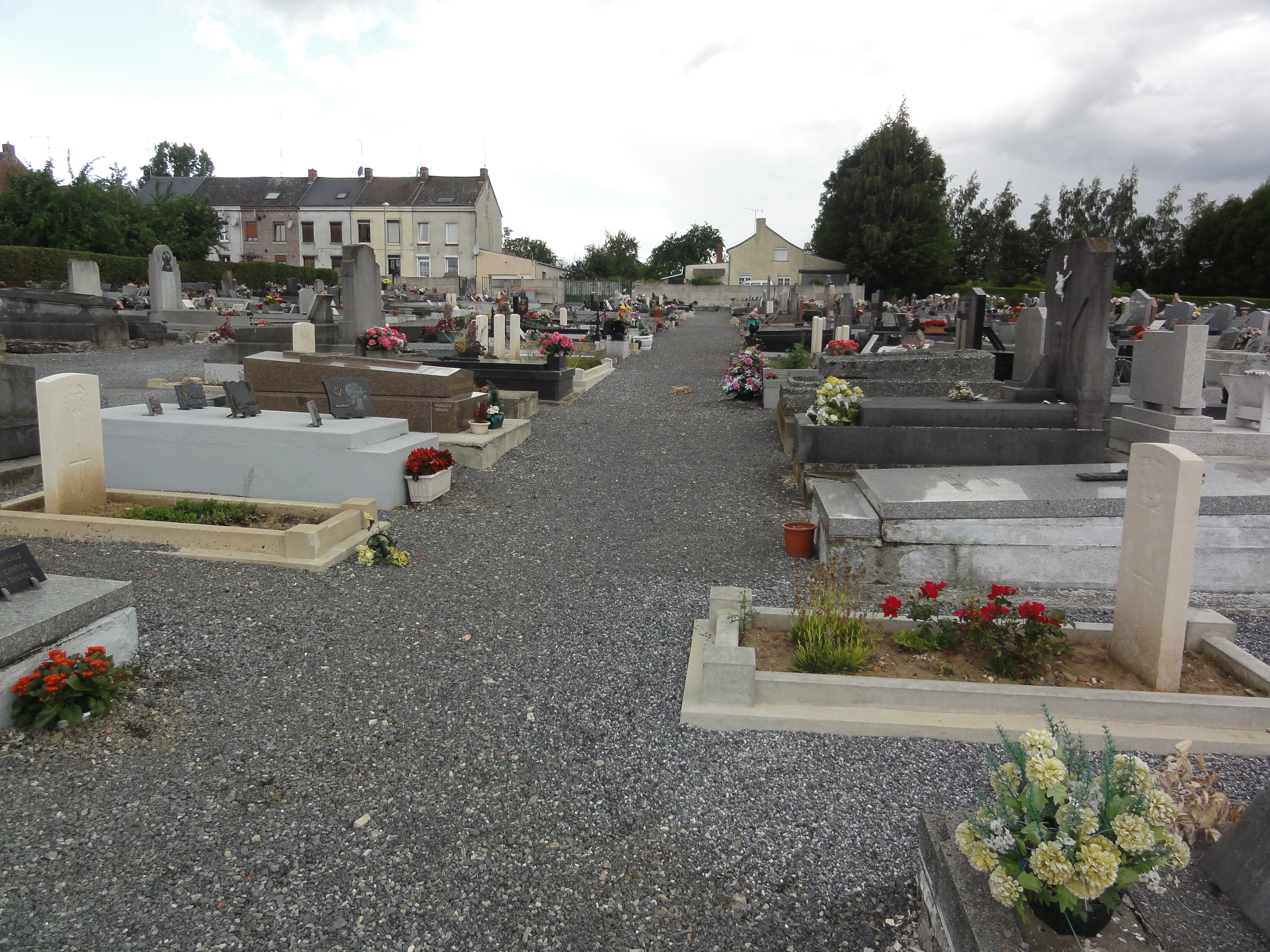
Le cimetière avec des tombes de guerre.
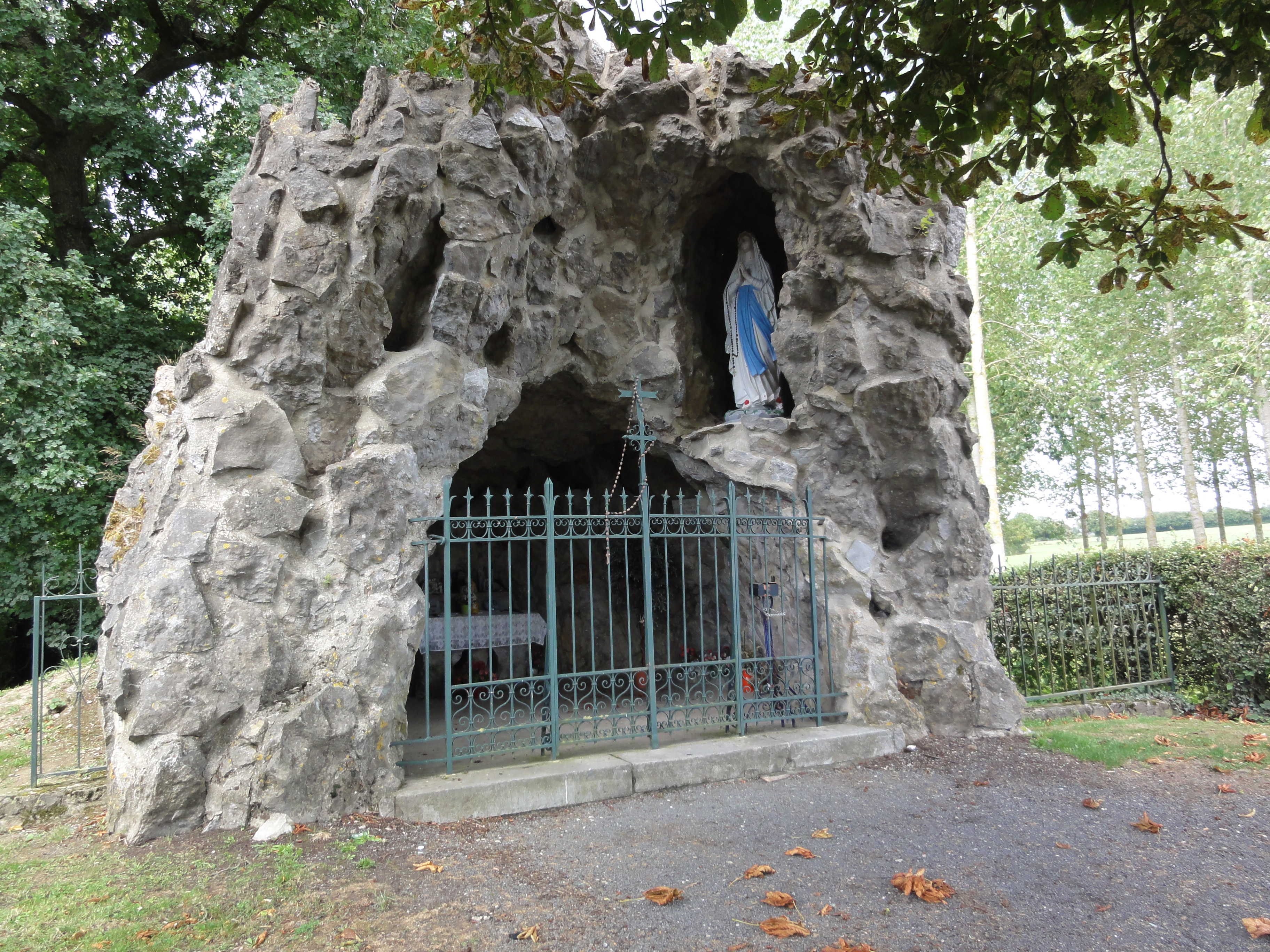
Grotte de Lourdes.
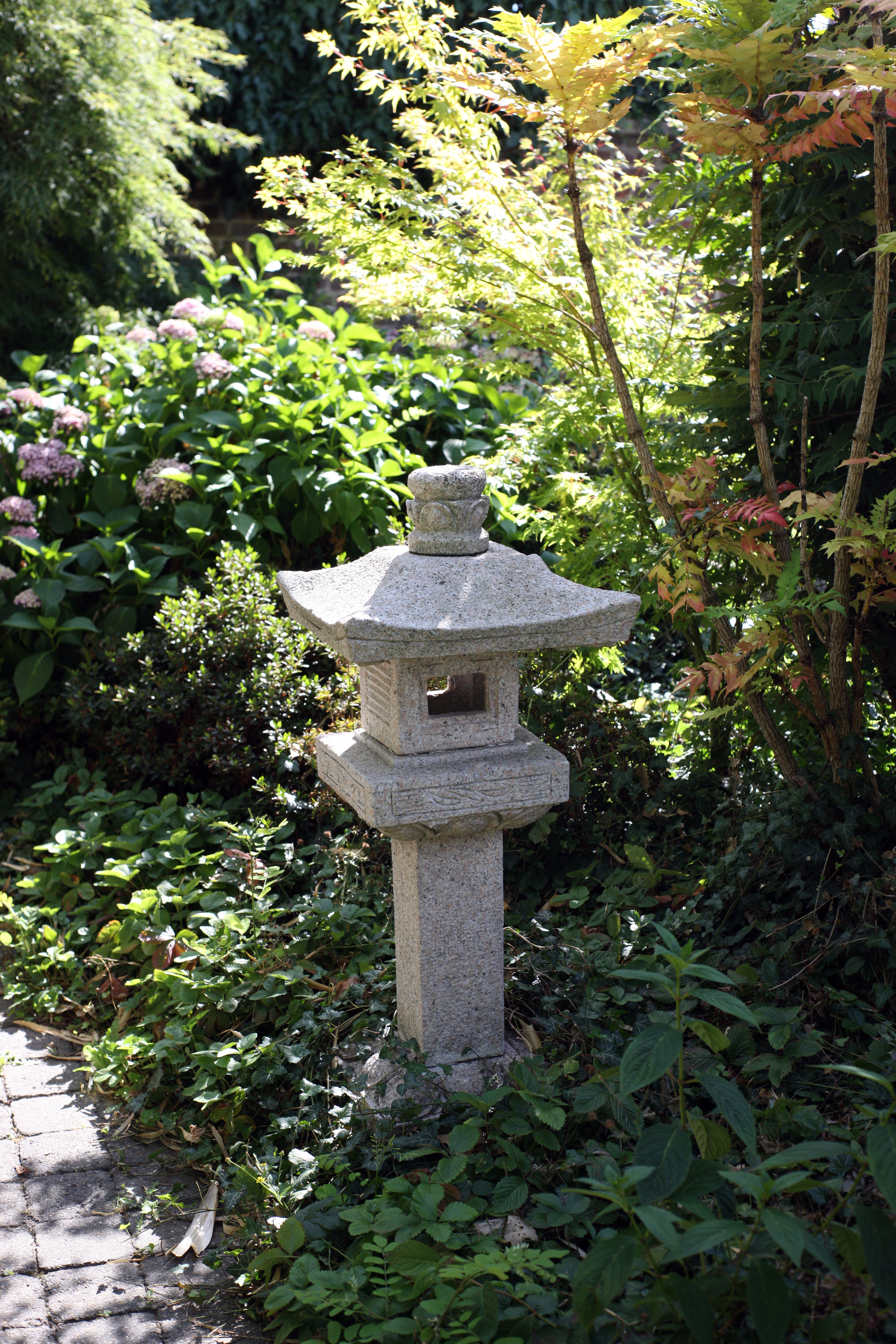
Lanterne sur pied en pierre tachidōrō.

Chapelles
Disséminées sur le territoire de la commune se trouvent plusieurs chapelles et oratoires. La chapelle Saint-Marcou, Saint-Agarit et Saint-Quentin-le-Gros de 1765 est classée.

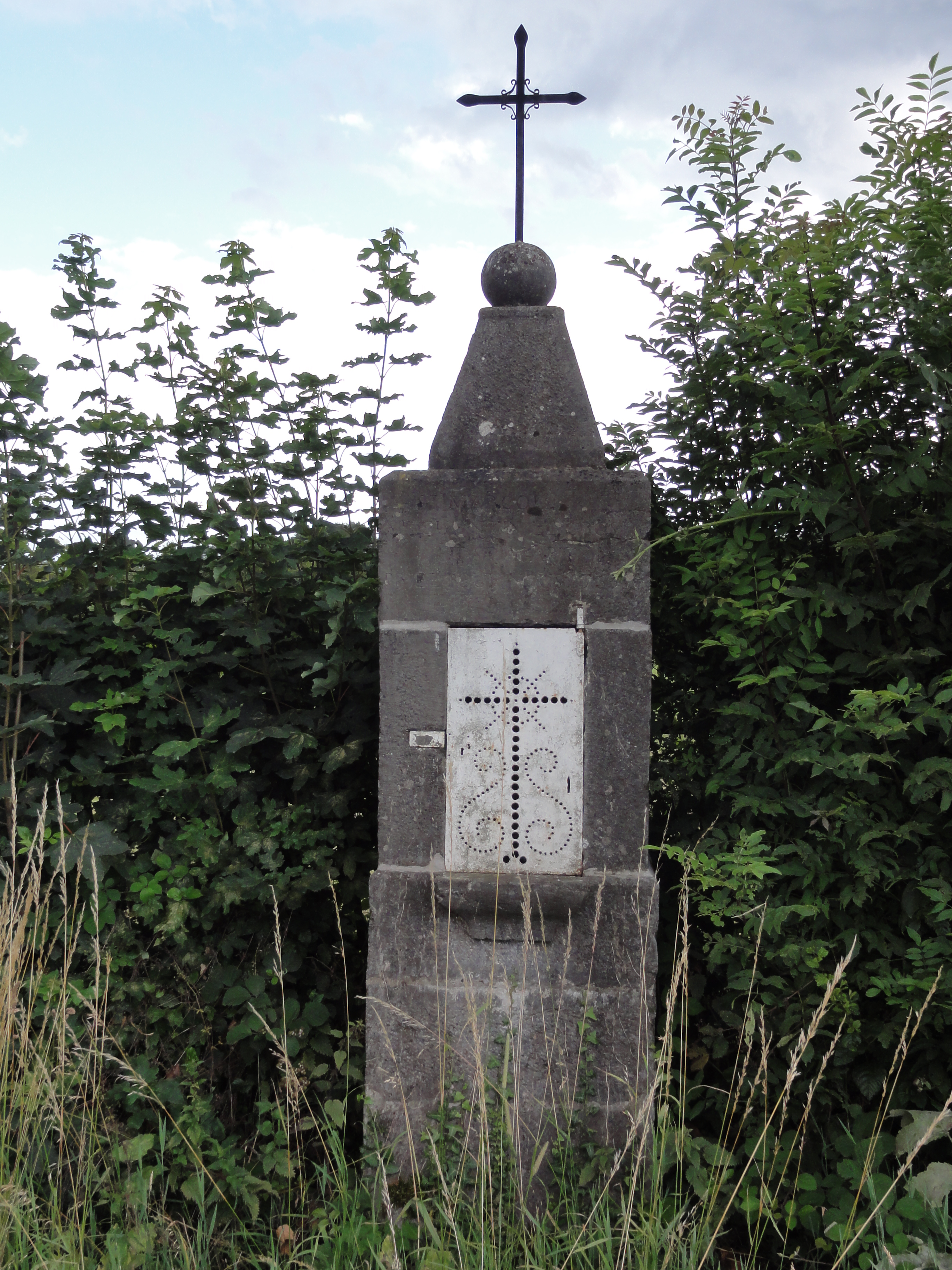
Chapelle Saint-Marcou, Saint-Quentin-le-Gros et Saint-Agarit.
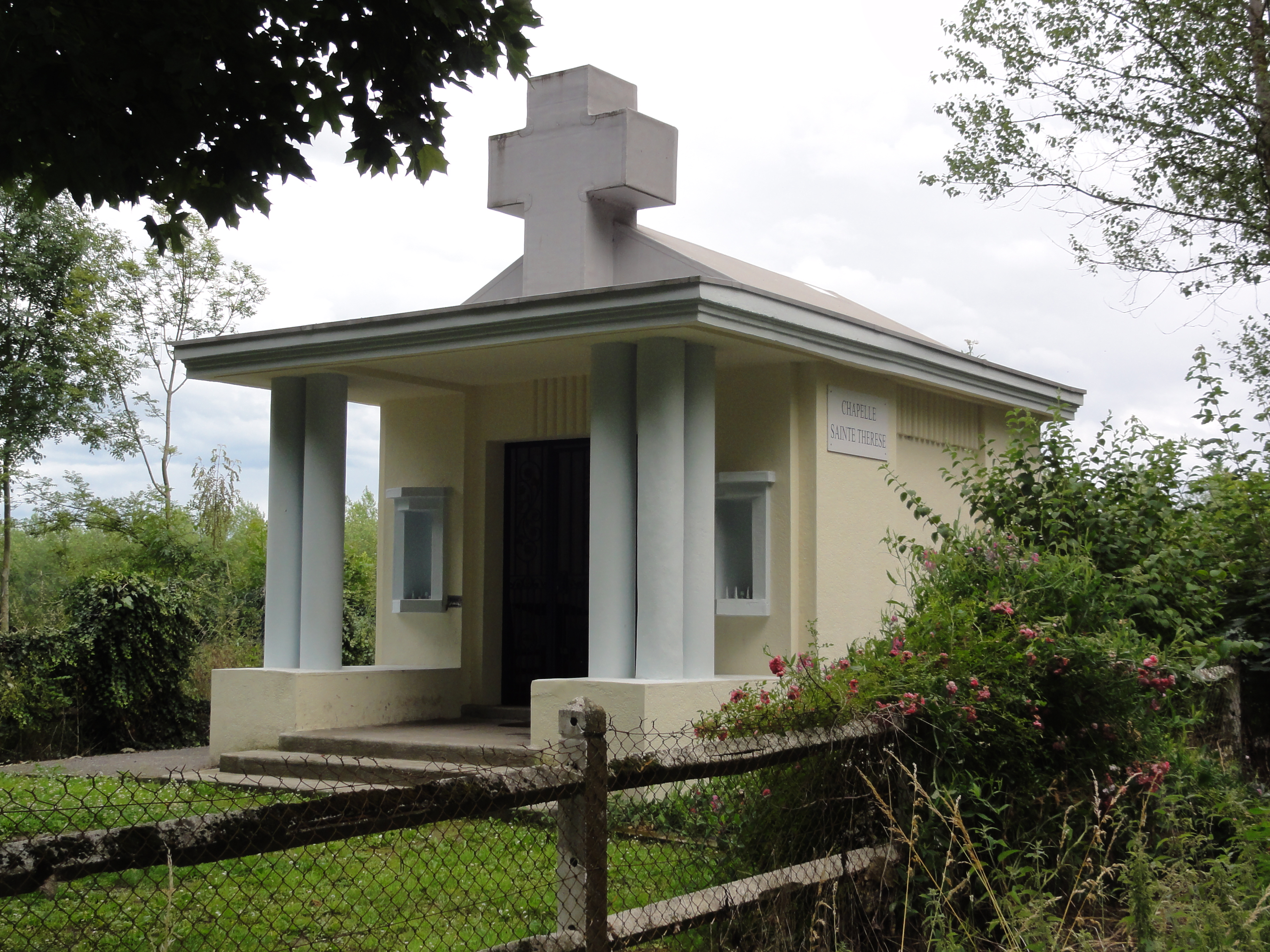
Chapelle Sainte-Thérèse au bourg.
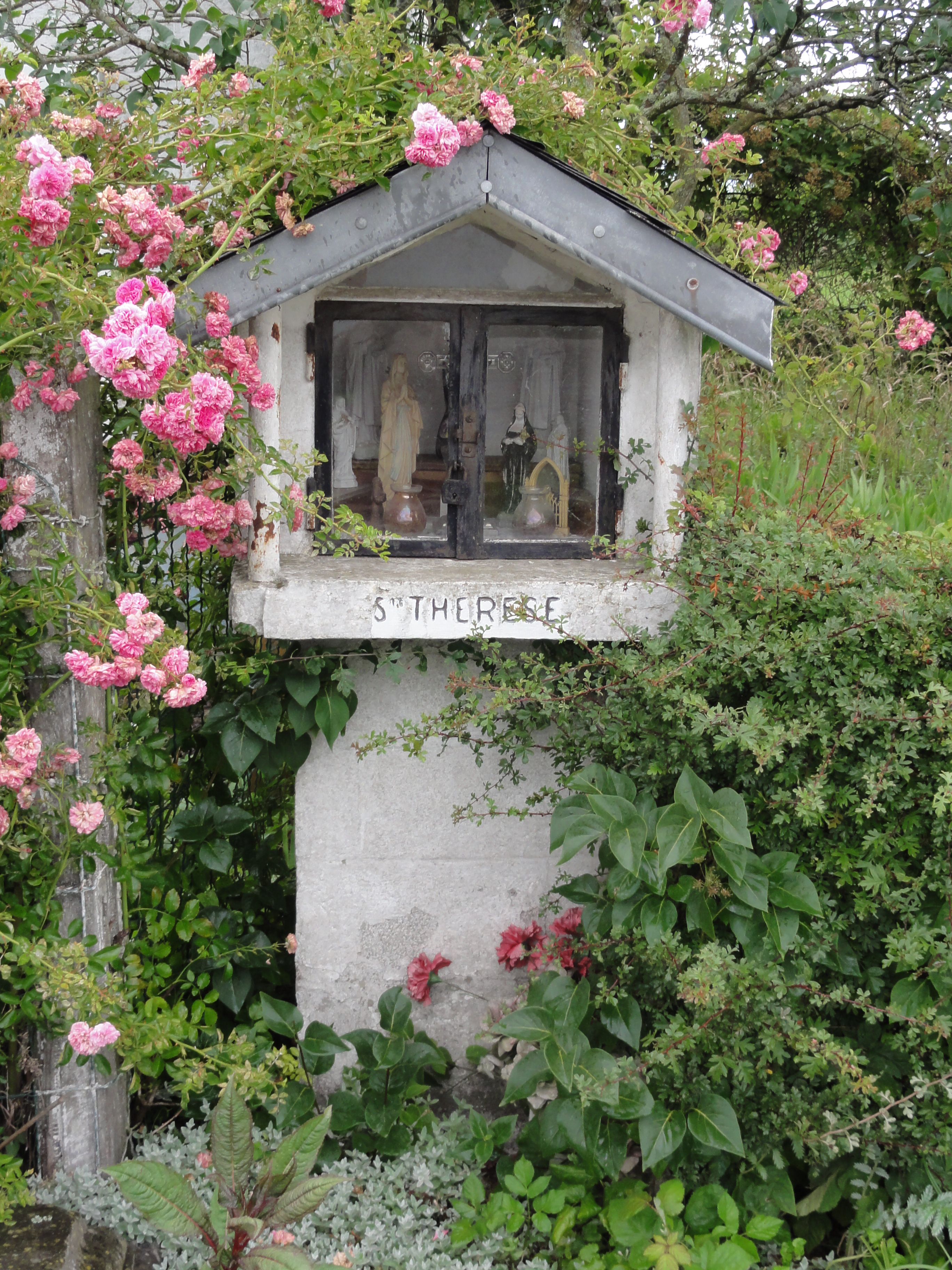
Chapelle Sainte-Thérèse à château d'Arcy.
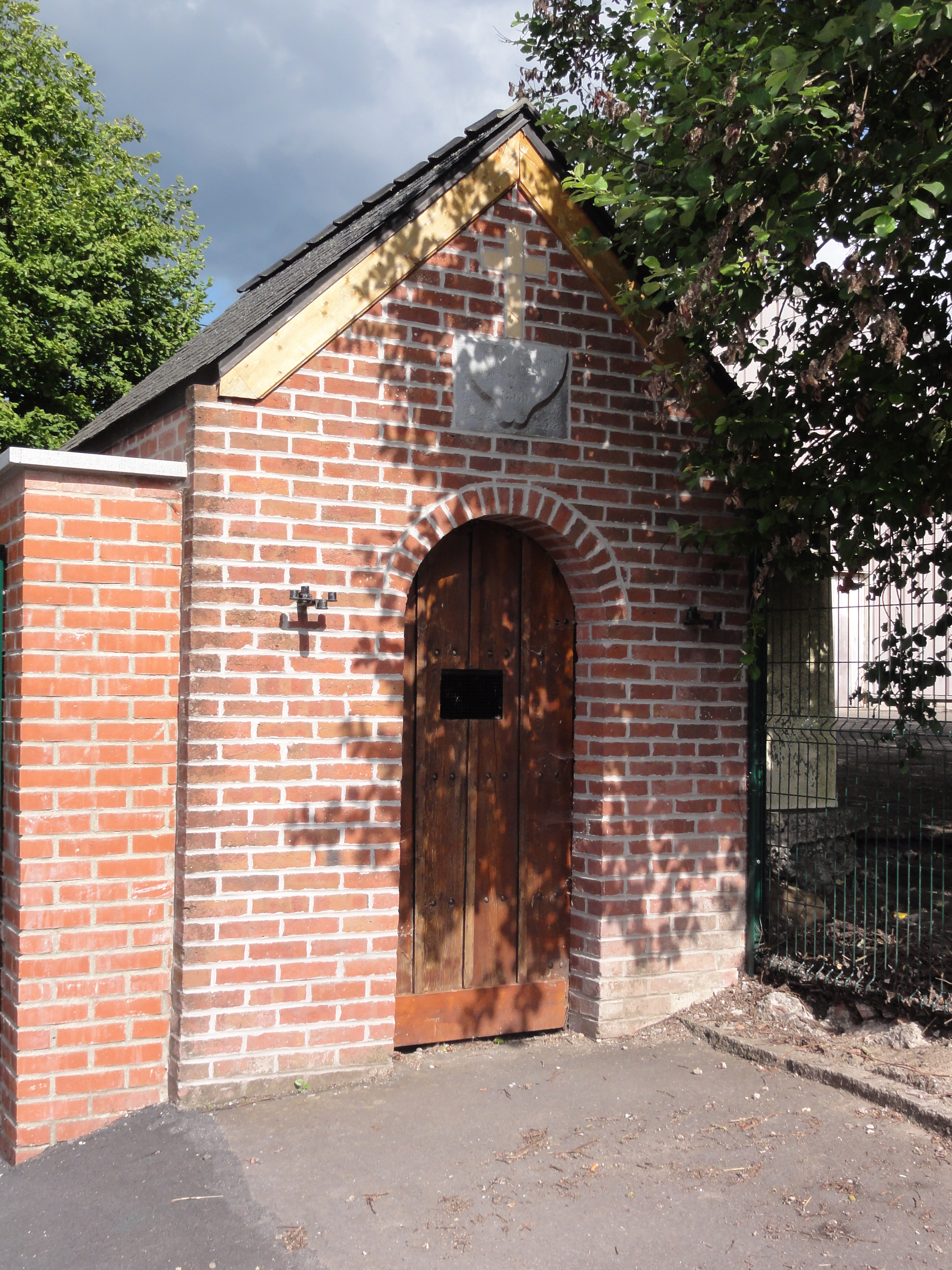
Chapelle de l'école Rue Là-Haut.
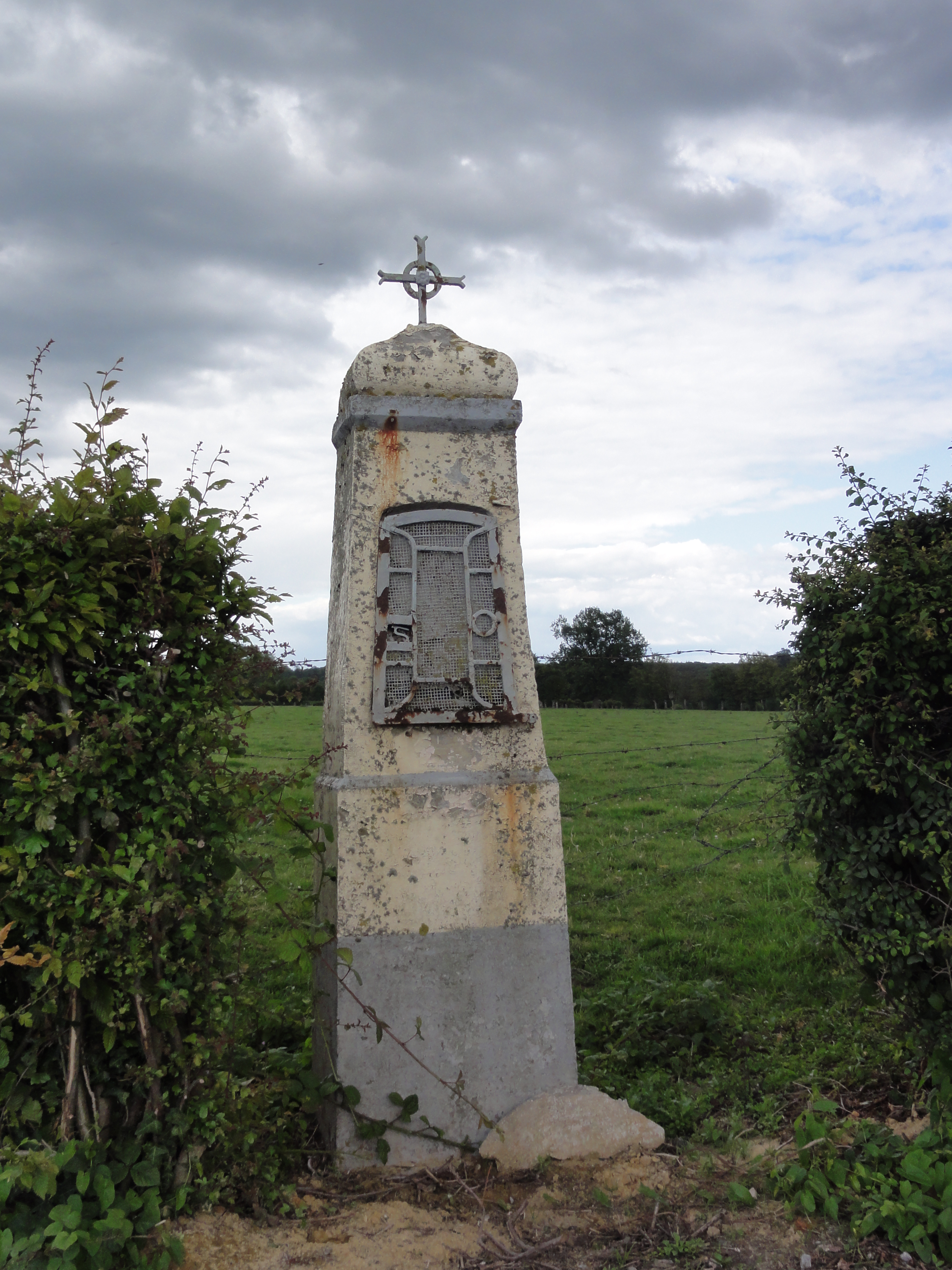
Chapelle à Croix de Glageon.
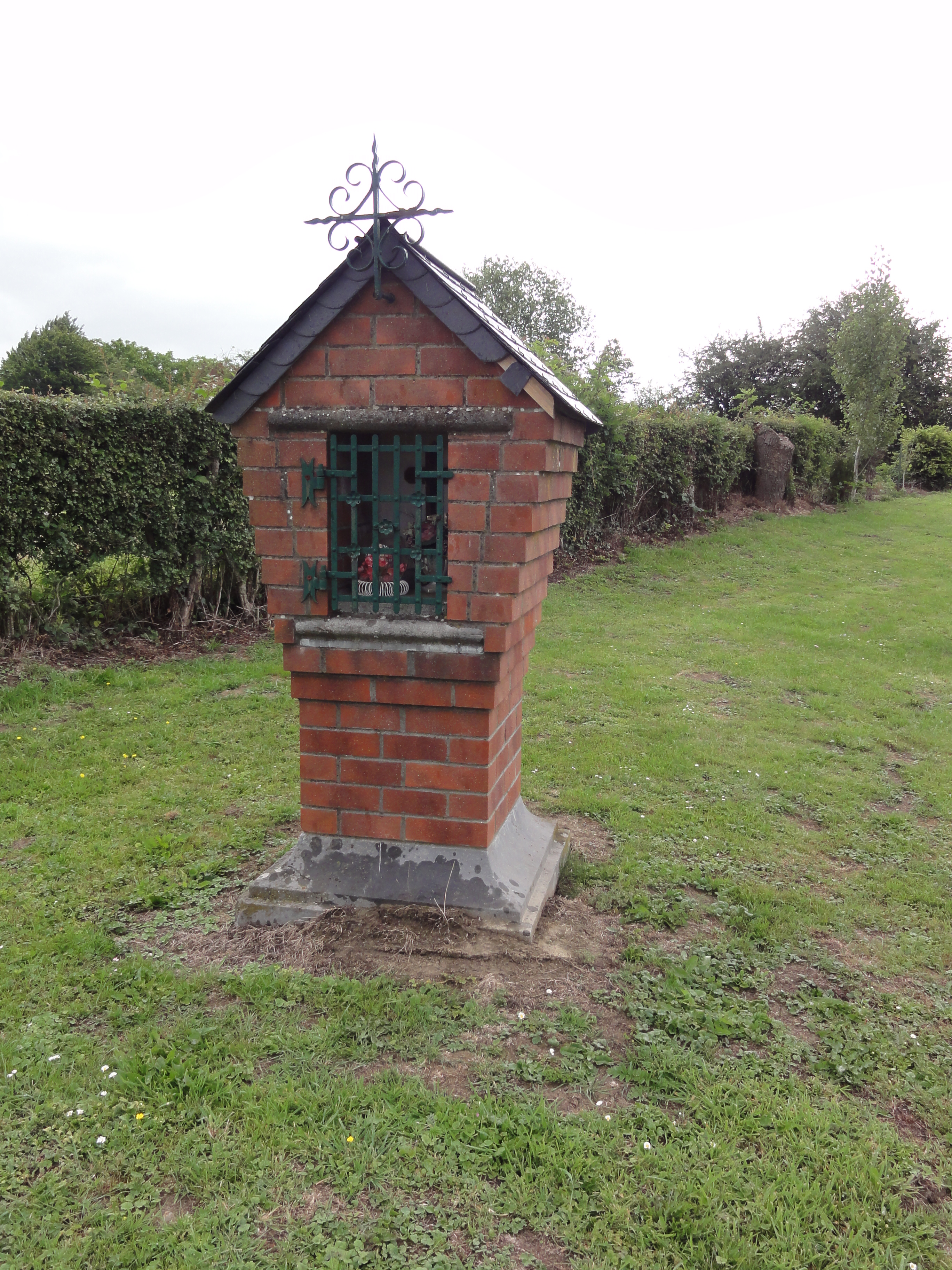
Chapelle à Croisade Montfort.
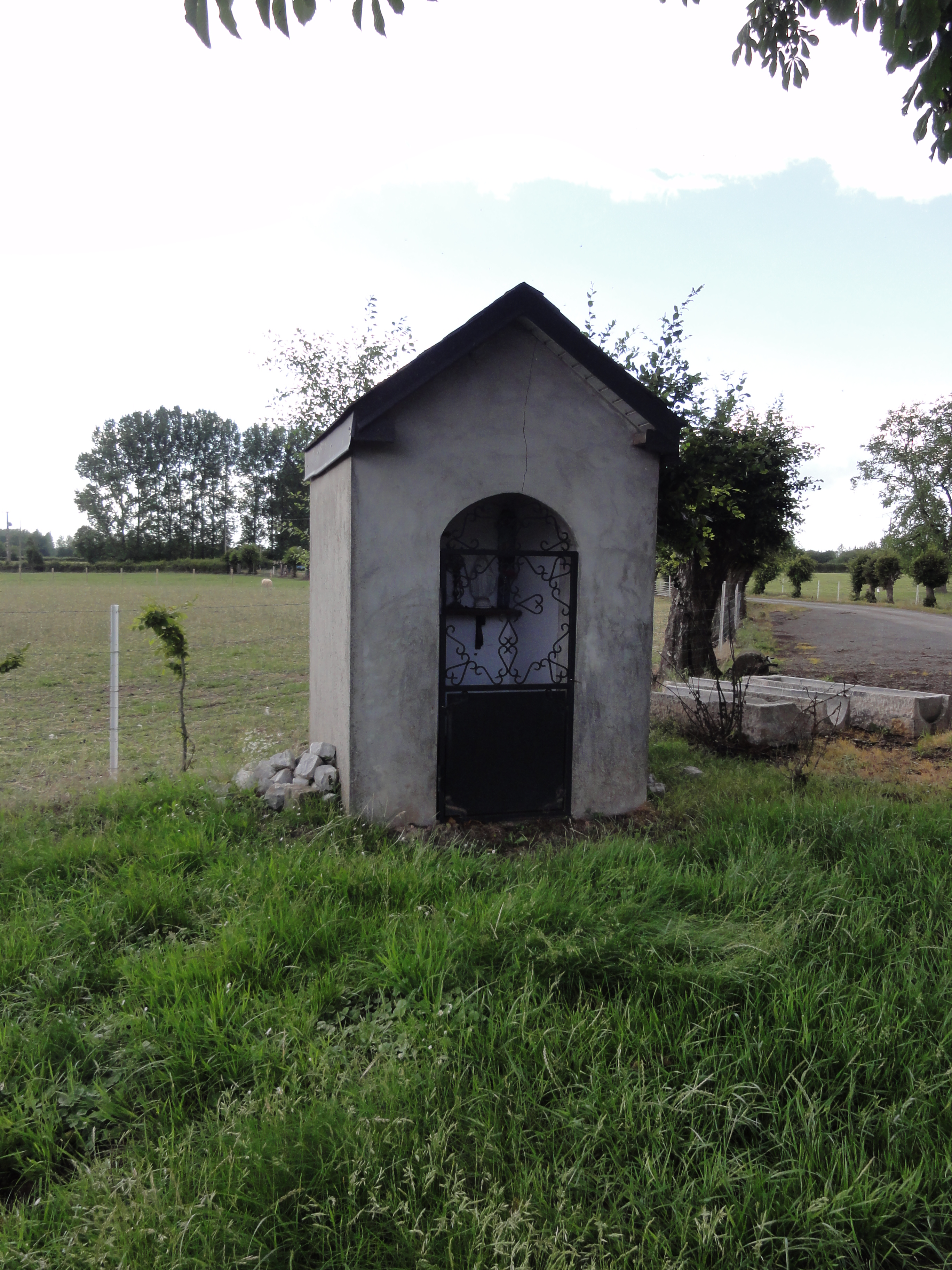
Chapelle du Défriché.
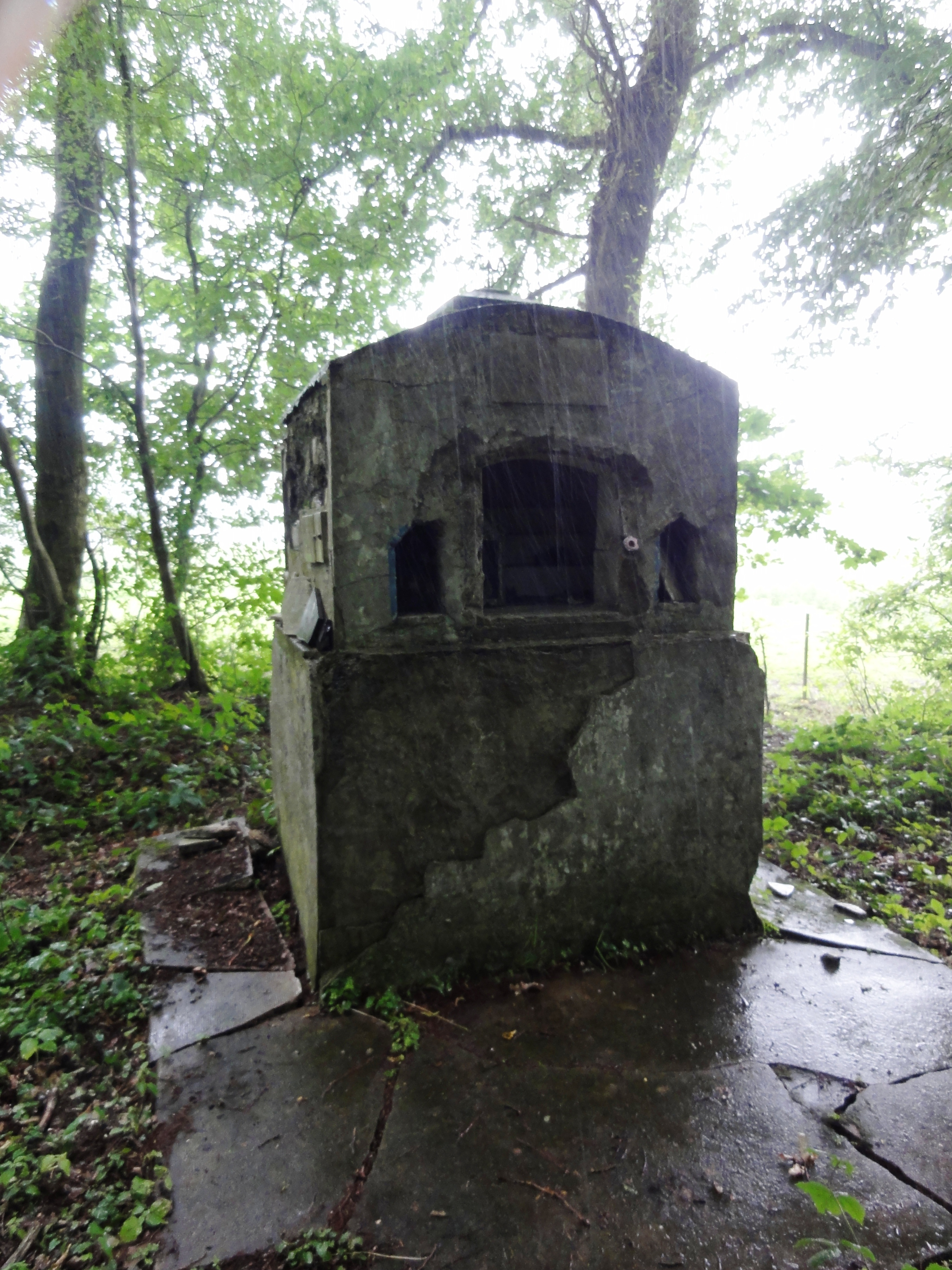
Chapelle Notre-Dame, Bois de la Fagne de Sains.

Musée
- Maison du Bocage de Sains-du-Nord - Ecomusée de l'Avesnois.

### Héraldique
| Blason de Sains-du-Nord | Blason  | D'argent à une hure de sanglier de sable défendue du champ et lampassée de gueules. |
| Blason de Sains-du-Nord | Détails |                                                                                     |

## Pour approfondir